# هوم وود کانیون (کالیفرنیا)
هوم وود کانیون (به انگلیسی: Homewood Canyon) یک منطقهٔ مسکونی در ایالات متحده آمریکا است که در شهرستان اینیو، کالیفرنیا واقع شده‌است. هوم وود کانیون ۲۶٫۵۴۶ کیلومتر مربع مساحت و ۴۴ نفر جمعیت دارد و ۹۳۶٫۹۷ متر بالاتر از سطح دریا واقع شده‌است.